# Mikołaj Sasinowski
Mikołaj Sasinowski (ur. 16 listopada 1909 w Mieczkach, zm. 6 września 1982 w Łomży) – polski duchowny rzymskokatolicki, biskup diecezjalny łomżyński w latach 1970–1982.

## Życiorys
Urodził się we wsi Mieczki, w parafii Puchały, w diecezji augustowskiej (od 1925 łomżyńskiej) w starej rodzinie szlacheckiej herbu Lubicz. 28 marca 1936 został wyświęcony na kapłana. Podczas II wojny światowej był kapelanem polskich wojsk lotniczych we Francji, Afryce Północnej oraz Wielkiej Brytanii. Po powrocie do kraju w 1946 podjął studia prawnicze na Uniwersytecie Warszawskim. Od 1967 był rektorem seminarium duchownego. 19 marca 1970 został mianowany biskupem diecezjalnym diecezji łomżyńskiej. Sakrę biskupią przyjął 5 kwietnia 1970 z rąk kardynała Stefana Wyszyńskiego. Jako zawołanie biskupie przyjął słowa „Quis ut Deus”. Był duszpasterzem kombatantów polskich.
Pochowano go w katedrze łomżyńskiej.